# Pomořské vojvodství
Pomořské vojvodství (polsky Województwo pomorskie, kašubsky Pòmòrsczé wòjewództwò) je vyšší územně samosprávný celek Polska, je jedním z 16 vojvodství. Je nejsevernějším vojvodstvím země a leží u Baltského moře. Hlavním městem je Gdaňsk. Žije zde přibližně 2,3 milionu obyvatel.
V rámci Polska sousedí s vojvodstvími Kujavsko-pomořským, Varmijsko-mazurským, Velkopolským a Západopomořským. Vzniklo v roce 1999 na území dřívějších vojvodství gdaňského, słupského a částí elblągského a bydhošťského.

## Historická území
Pomořské vojvodství zahrnuje většinu území Pomoří, východní část Pomořanska a západní část někdejších Prus Knížecích.

## Okresy

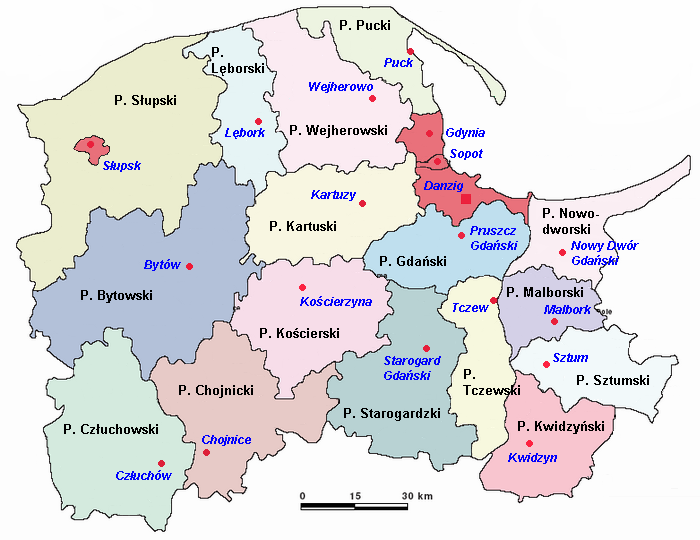

Počet obyvatel k 31. prosince 2004
- Zemské okresy (powiaty ziemskie)
  -  Okres Bytów - 75 369
  -  Okres Chojnice - 90 972
  -  Okres Człuchów - 56 834
  -  Okres Gdaňsk (se správním sídlem v Pruszczu Gdańskim) - 83 201
  -  Okres Kartuzy - 107 055
  -  Okres Kościerzyna - 66 393
  -  Okres Kwidzyn - 80 657
  - Okres Lębork - 63 606
  -  Okres Malbork - 63 129
  - Okres Nowy Dwór Gdański - 35 602
  -  Okres Puck - 73 179
  -  Okres Słupsk - 92 174
  -  Okres Starogard Gdański - 121 414
  - Okres Sztum - 41 974
  -  Okres Tczew - 112 414
  -  Okres Wejherowo - 181 834
- Městské okresy (powiaty grodzkie) (město s právy okresu)
  -  Gdańsk - 462 138
  -  Gdynia - 253 850
  -  Słupsk - 98 757
  -  Sopot - 39 620

## Města

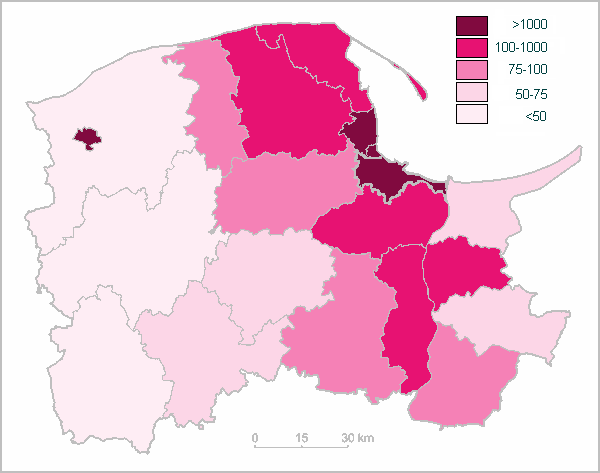
Hustota zalidnění v Pomořském vojvodství podle okresů – osoba/km² (31. prosince 2005).
Celková hustota zalidnění Pomořského vojvodství je 120 os./km². V zemských okresech je nejnižší hustota zalidnění v okrese Bytów (34,8 os./km²), nejvyšší v okrese Tczew (161,2 os./km²). V městských okresech je nejvyšší hustota zalidnění v Sopotech (2338,2 os./km²)

Podle počtu obyvatel k 1. lednu 2008 
1. Gdańsk – 455 717
2. Gdynia – 250 242
3. Słupsk – 97 419
4. Tczew – 60 271
5. Starogard Gdański – 48 189
6. Wejherowo – 45 869
7. Rumia – 44 796
8. Chojnice – 39 784
9. Sopot – 39 154
10. Malbork – 38 175
11. Kwidzyn – 39 054
12. Lębork – 34 805
13. Pruszcz Gdański – 25 143
14. Kościerzyna – 23 022
15. Reda – 19 058
16. Bytów – 16 780
17. Ustka – 16 106
18. Kartuzy – 15 101
19. Władysławowo – 14 947
20. Człuchów – 14 454
21. Puck – 11 343
22. Miastko – 10 853
23. Nowy Dwór Gdański – 9 968
24. Sztum – 9 889
25. Czersk – 9 530
26. Prabuty – 8 512
27. Pelplin – 8 406
28. Żukowo – 6 848
29. Skarszewy – 6 805
30. Gniew – 6 780
31. Czarne – 5 941
32. Dzierzgoń – 5 595
33. Debrzno – 5 320
34. Brusy – 4 612
35. Nowy Staw – 4 396
36. Jastarnia – 3 991
37. Hel – 3 813
38. Kępice – 3 796
39. Łeba – 3 783
40. Skórcz – 3 525
41. Czarna Woda – 3 197
42. Krynica Morska – 1 370

Na území Pomořského vojvodství se nachází tzv. Trójmiasto ([trujmiasto], česky Trojměsto), což je aglomerace měst Gdaňsk, Gdyně a Sopoty. O městech Wejherowo, Reda a Rumia se hovoří jako o Malém kašubském Trojměstě (Małe Trójmiasto Kaszubskie).

## Chráněná území

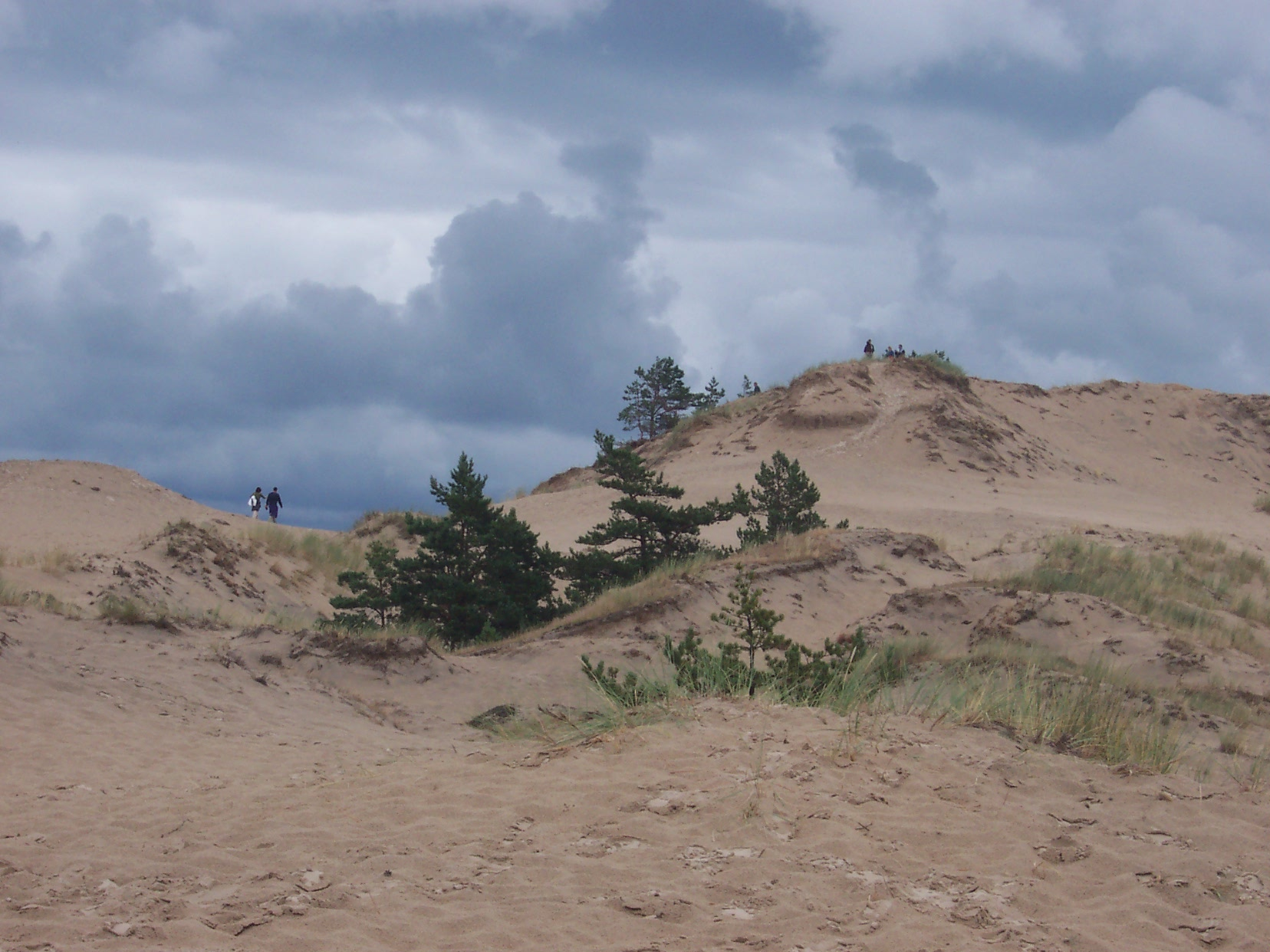
Písečné duny ve Slovinském národním parku

Chráněné území v Pomořském vojvodství zahrnuje dva národní parky (Park Narodowy) a devět přírodních parků (Park Krajobrazowy).
- Slovinský národní park (Słowiński Park Narodowy, park zařazený organizací UNESCO mezi biosférické rezervace)
- Národní park Tucholské bory (Park Narodowy Bory Tucholskie)
- Nadmorski Park Krajobrazowy
- Park Krajobrazowy Pojezierza Iławskiego
- Kaszubski Park Krajobrazowy
- Park Krajobrazowy Dolina Słupi
- Trójmiejski Park Krajobrazowy
- Tucholski Park Krajobrazowy
- Park Krajobrazowy Mierzeja Wiślana
- Wdzydzki Park Krajobrazowy
- Zaborski Park Krajobrazowy